# Khit Er-rouh

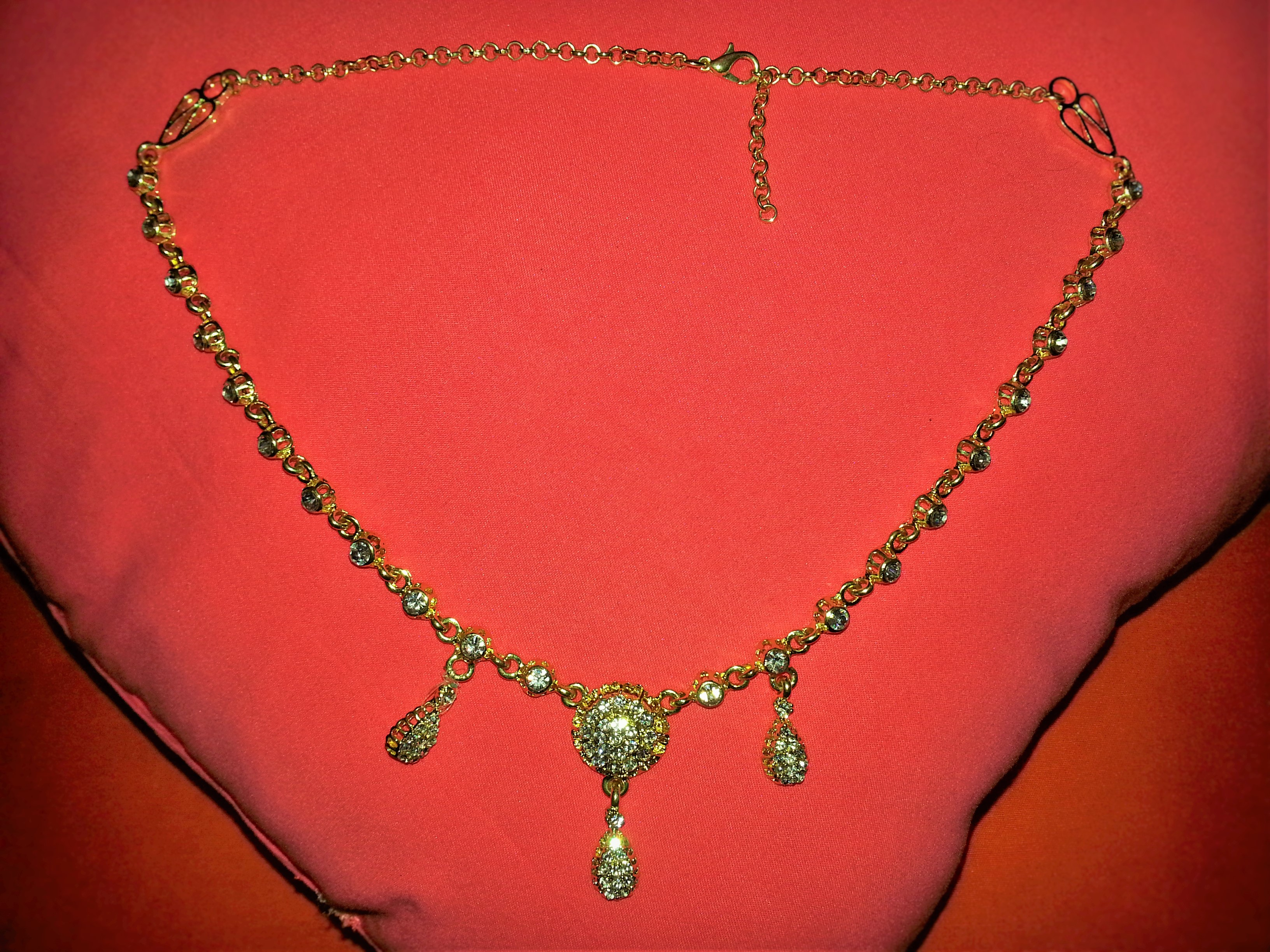
Un khit er rouh dit, à trois larmes.

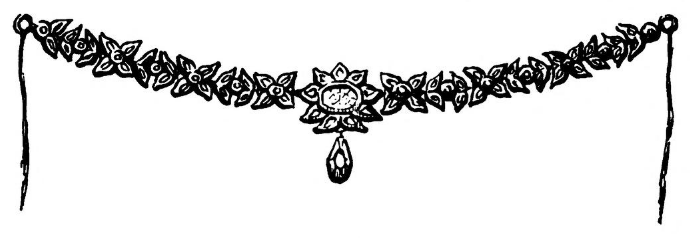
Un khit er rouh formé de rosettes à quatre branches incrustées de pierres précieuses, Alger,.

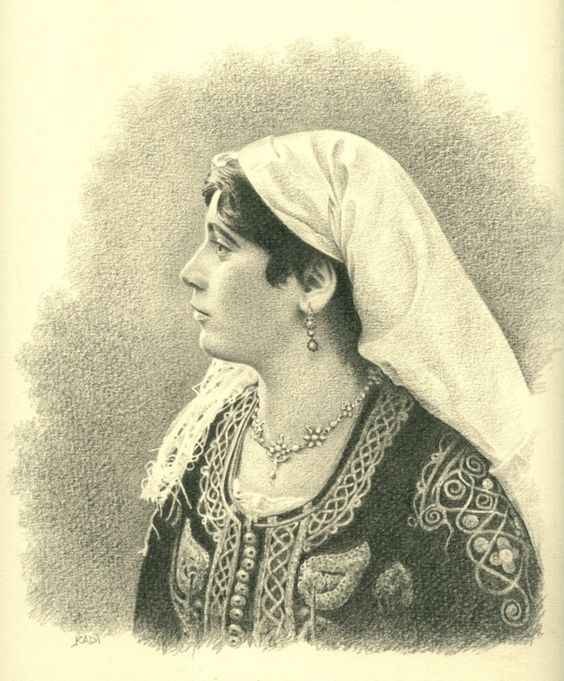
Algéroise portant un khit er rouh à rosettes autour du cou, vers 1880.

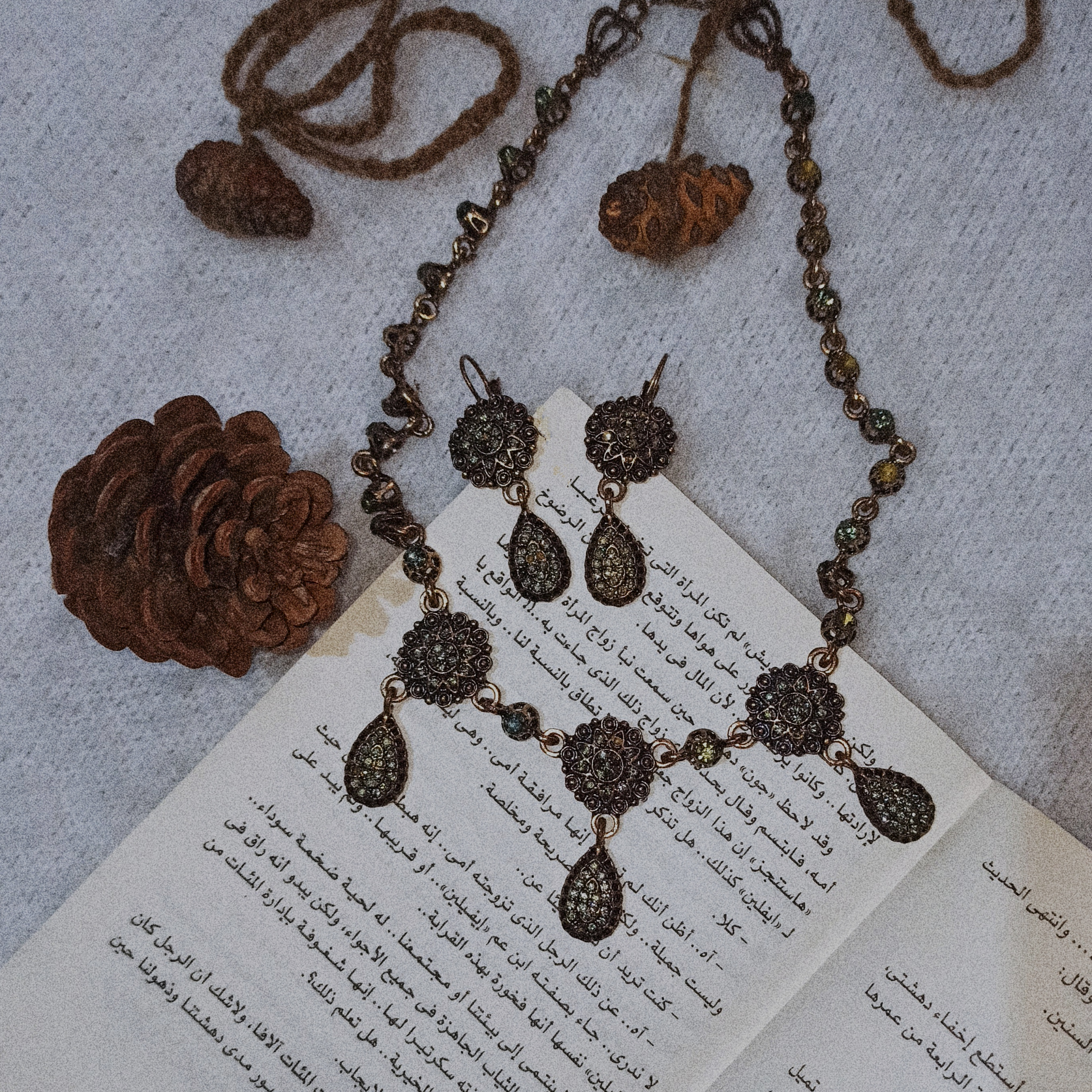
Accessoires traditionnels algériens en bronze pour femmes.

Le khit Er-rouh ou khit errouh (en arabe : خيط الروح "ẖīṭ ʾṛūḥ", lit. fil de l'âme) en algérois, ou encore zerrouf (en arabe : زروف "zeṛṛūf"), est un diadème traditionnel algérien.

## Étymologie
Le mot khit Er-rouh signifie en arabe « fil de l'âme ». Le diadème est appelé zerrouf à Tlemcen et Constantine.

## Description
Le khit er rouh est un type de diadème ou ferronnière composé de dix-neuf chatons ciselés et reliés les uns aux autres par des anneaux, et formé de rosettes ou de rosaces et de pendeloques zerraref d’or serties de diamants ou d’autres pierres précieuses. Il est porté au travers du front, avec les tenues traditionnelles comme le karakou, où il est porté avec une paire de boucles d’oreilles incrustées de minuscules pierreries et à quelques rangs de perles baroques, ainsi que dans la chedda de Tlemcen, où il est accompagné  d'autres ornements tels le djébin, il peut être porté autour du cou.
Le diadème est le bijou préféré des Algéroises, celui qui accompagne la parure des mariées aujourd'hui encore. Il s'orne de pierres précieuses chez les citadines fortunées, mais ne sert pas à désigner leur statut social. La citadine de Tlemcen en porte trois ou quatre superposés. 
Certains modèles étaient formés d'un assemblage de diamants formant des rosaces de rubis, d'émeraudes sertis dans des opercules d'argent ou d'or.
C'est un bijou millénaire qui compose le trousseau de la future mariée algéroise et qui peut aussi être réclamé en dot. Il se transmet de mère en fille : ainsi certaines familles d'Alger possèdent de très anciens khit er rouh et par conséquent, très coûteux.

## Histoire
Originaire de la ville d’Alger, le Khit er rouh était porté sous un  autre diadème en or Açaba (en arabe : عصّابة "ʿṣṣāba"), formé de plaques à charnières, ayant la forme d'écusson renversé, orné d'épingles trembleuses
Au cours du XXe siècle, il devient l’unique bijou de tête d'Alger. Il a connu un grand succès dans d'autres villes algériennes et dans certains villages de montagne, comme dans l'Aurès. Il est également récemment  importé au Maroc et est parfois présenté à tort comme un bijou local.
De nombreux exemplaires sont conservés en Algérie, notamment au musée national des antiquités et des arts islamiques et au musée national des arts et traditions populaires.
Le Khit er Rouh a été reconnu comme faisant partie intégrante du patrimoine algérien par l'UNESCO

## Galerie d'images

Femmes portant ce bijou
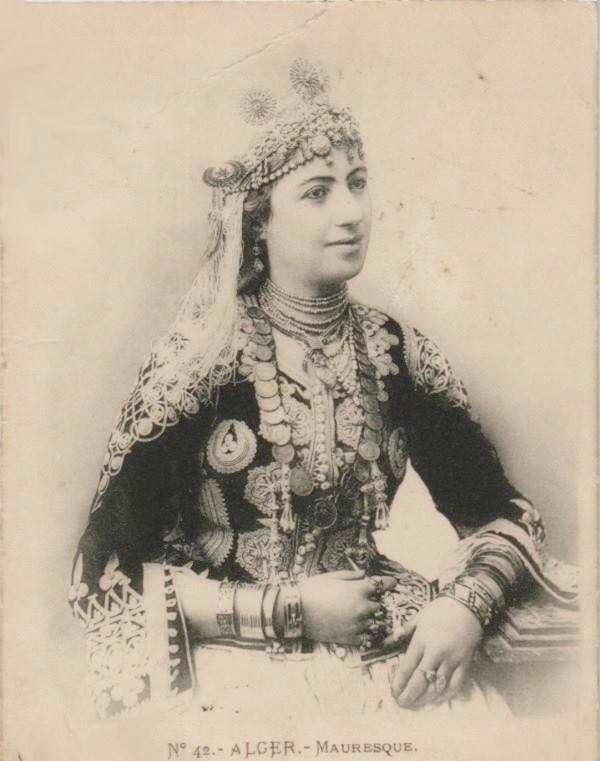
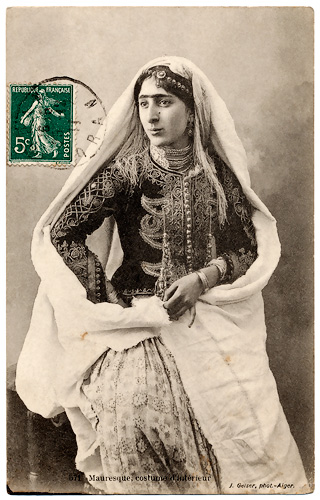
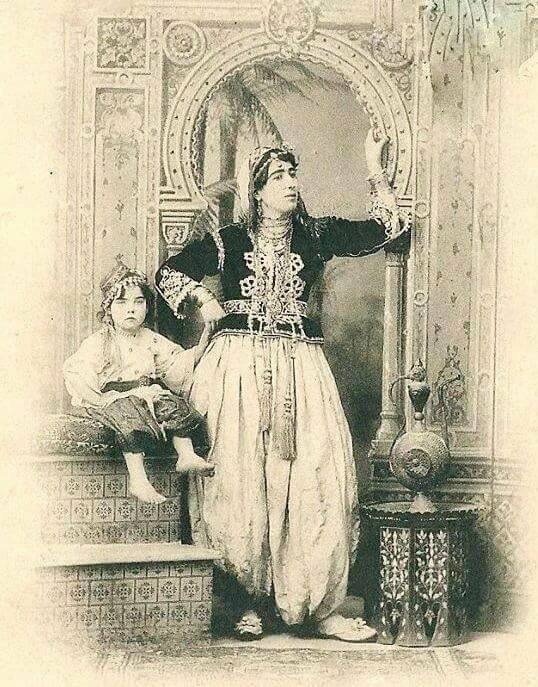
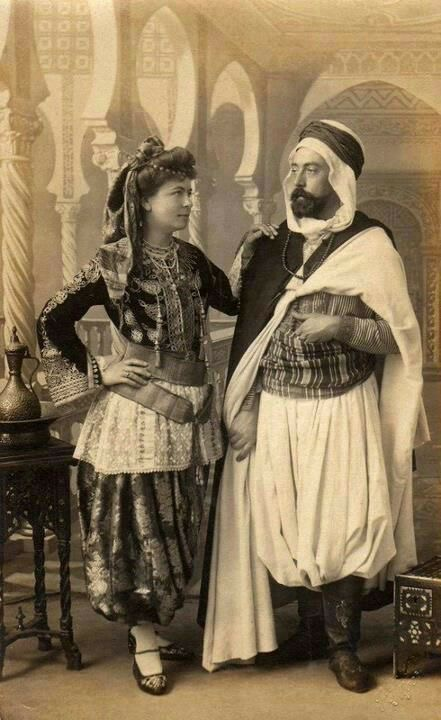
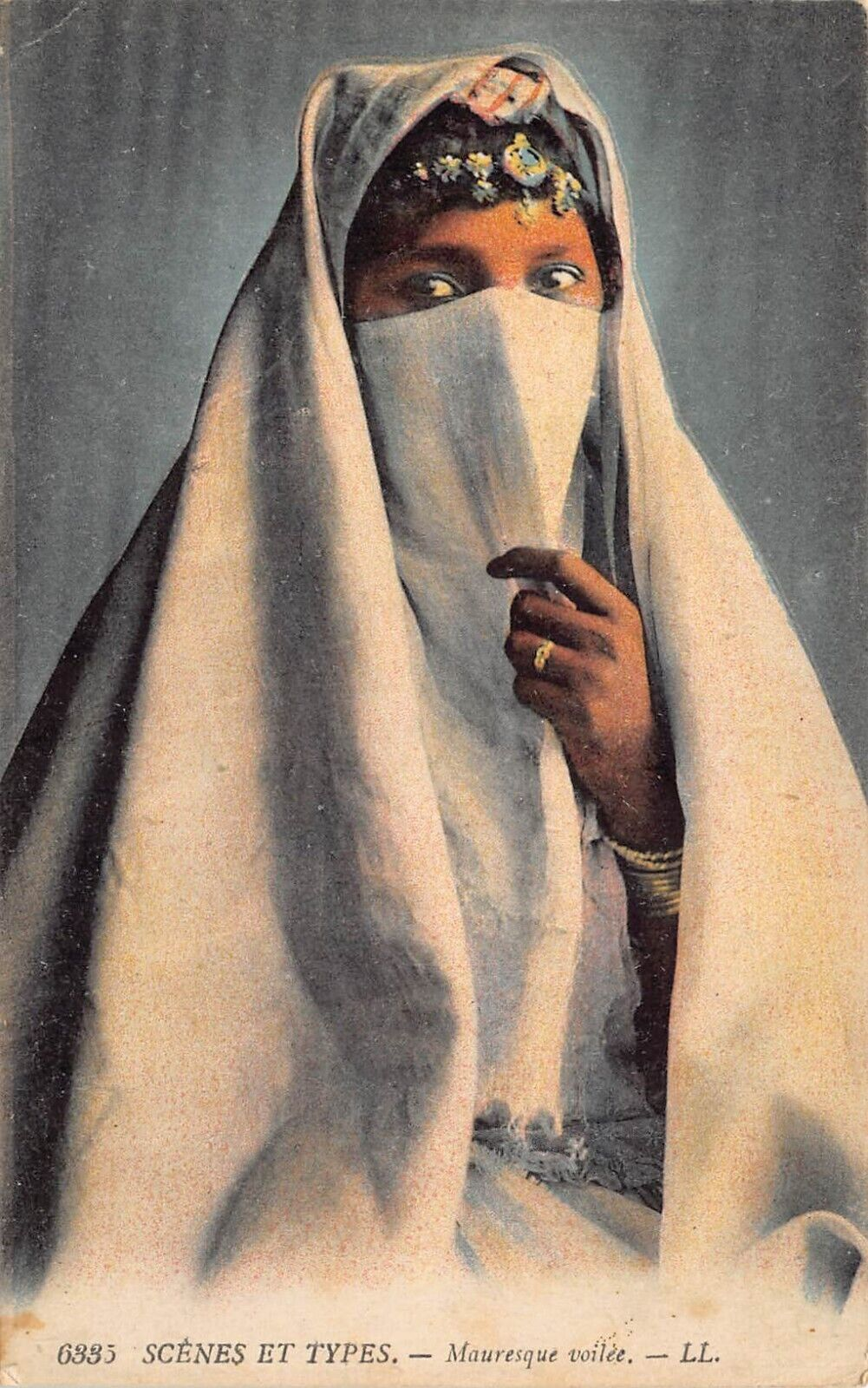
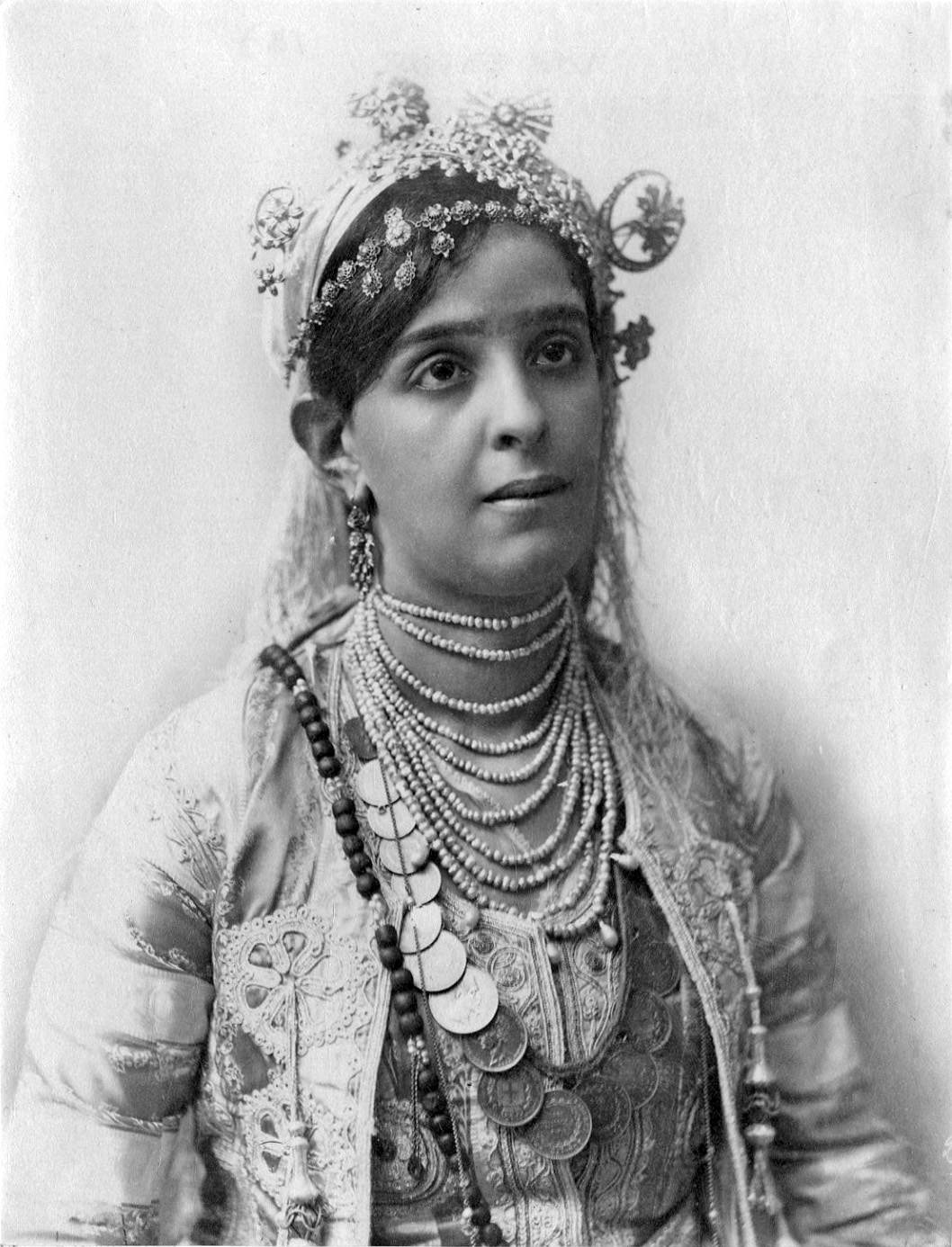